# Steve David
Steve David (Punta Fortín; 11 de marzo de 1951) es un exfutbolista trinitense que jugó como delantero.

## Trayectoria
Comenzó su carrera profesional en 1969 con el Caroni FC de su país. Años más tarde fichó por el San Luis de la Primera División de México y después con los Miami Toros en la North American Soccer League.
Tuvo una destacada segunda temporada y fue nombrado MVP (jugador más valioso) de la NASL en 1975 cuando los Toros alcanzaron la etapa de semifinales de los play-offs de la copa de la liga. Después de una mala temporada de 1976, anotando solo un gol en trece partidos, los Toros lo trasladaron a Los Angeles Aztecs.
Después de un comienzo 1-2 (victorias, derrotas), los Aztecas lo enviaron al Detroit Express a cambio de una selección de primera ronda de 1979 y dinero en efectivo el 22 de abril de 1978. Jugó once partidos con el Express antes de que lo enviaran al California Surf.
Terminó la temporada de 1978, luego jugó toda la temporada de 1979 en el California. En 1980, comenzó la temporada con los San Diego Sockers antes de que lo enviaran a San Jose Earthquakes.
En otoño de 1981, firmó con el Phoenix Inferno de la Major Indoor Soccer League. Terminó su carrera en NASL como el séptimo máximo anotador de todos los tiempos de la liga con 100 goles.

## Selección nacional
Vistió la camiseta de la selección de Trinidad y Tobago en diecinueve ocasiones y marcó dieciséis goles, desde 1971 a 1976. Fue el máximo goleador junto con Emmanuel Sanon en la clasificación de Concacaf para la Copa Mundial de  1974.

### Partidos y goles internacionales
| \| N.º \| Fecha \| Ciudad \| Local \| Res. \| Visitante \| Competición \| Goles \| \| --- \| ----------------------- \| --------------- \| ------------------- \| ---- \| --------------------- \| ------------------------------------------------- \| --------------------------- \| \| 1 \| 21 de noviembre de 1971 \| San Fernando \| Trinidad y Tobago \| 1:1 \| Honduras \| Campeonato de Naciones de 1971 \| - \| \| 2 \| 26 de noviembre de 1971 \| Puerto España \| Trinidad y Tobago \| 0:2 \| México \| Campeonato de Naciones de 1971 \| - \| \| 3 \| 28 de noviembre de 1971 \| Arima \| Trinidad y Tobago \| 1:6 \| Haití \| Campeonato de Naciones de 1971 \| - \| \| 4 \| 30 de noviembre de 1971 \| Puerto España \| Trinidad y Tobago \| 2:2 \| Cuba \| Campeonato de Naciones de 1971 \| - \| \| 5 \| 5 de diciembre de 1971 \| Puerto España \| Trinidad y Tobago \| 3:1 \| Costa Rica \| Campeonato de Naciones de 1971 \| 58' \| \| 6 \| 10 de noviembre de 1972 \| Puerto España \| Trinidad y Tobago \| 11:1 \| Antigua y Barbuda \| Clasificación para el Campeonato Concacaf de 1973 \| Anotado · Anotado · Anotado \| \| 7 \| 19 de noviembre de 1972 \| Saint John \| Antigua y Barbuda \| 1:2 \| Trinidad y Tobago \| Clasificación para el Campeonato Concacaf de 1973 \| 30' \| \| 8 \| 28 de noviembre de 1972 \| Puerto España \| Trinidad y Tobago \| 2:1 \| Guayana Neerlandesa \| Clasificación para el Campeonato Concacaf de 1973 \| - \| \| 9 \| 30 de noviembre de 1972 \| San Fernando \| Guayana Neerlandesa \| 1:1 \| Trinidad y Tobago \| Clasificación para el Campeonato Concacaf de 1973 \| 75' \| \| 10 \| 29 de noviembre de 1973 \| Puerto Príncipe \| Honduras \| 2:1 \| Trinidad y Tobago \| Clasificación para la Copa Mundial de 1974 \| 61' \| \| 11 \| 4 de diciembre de 1973 \| Puerto Príncipe \| Haití \| 2:1 \| Trinidad y Tobago \| Clasificación para la Copa Mundial de 1974 \| 14' \| \| 12 \| 10 de diciembre de 1973 \| Puerto Príncipe \| Trinidad y Tobago \| 1:0 \| Guatemala \| Clasificación para la Copa Mundial de 1974 \| - \| \| 13 \| 14 de diciembre de 1973 \| Puerto Príncipe \| Trinidad y Tobago \| 4:0 \| México \| Clasificación para la Copa Mundial de 1974 \| 52' \| \| 14 \| 17 de diciembre de 1973 \| Puerto Príncipe \| Trinidad y Tobago \| 4:0 \| Antillas Neerlandesas \| Clasificación para la Copa Mundial de 1974 \| Anotado · Anotado · Anotado \| \| 15 \| 15 de agosto de 1976 \| Bridgetown \| Barbados \| 2:1 \| Trinidad y Tobago \| Clasificación para el Campeonato Concacaf de 1977 \| 83' \| \| 16 \| 31 de agosto de 1976 \| Puerto España \| Trinidad y Tobago \| 1:0 \| Barbados \| Clasificación para el Campeonato Concacaf de 1977 \| - \| \| 17 \| 14 de noviembre de 1976 \| Paramaribo \| Surinam \| 1:1 \| Trinidad y Tobago \| Clasificación para el Campeonato Concacaf de 1977 \| 9' \| \| 18 \| 28 de noviembre de 1976 \| Puerto España \| Trinidad y Tobago \| 2:2 \| Surinam \| Clasificación para el Campeonato Concacaf de 1977 \| - \| \| 19 \| 18 de diciembre de 1976 \| Cayena \| Surinam \| 3:2 \| Trinidad y Tobago \| Clasificación para el Campeonato Concacaf de 1977 \| 19' · 70' \| |                         |                 |                     |      |                       |                                                   |                             |
| N.º | Fecha                   | Ciudad          | Local               | Res. | Visitante             | Competición                                       | Goles                       |
| 1 | 21 de noviembre de 1971 | San Fernando    | Trinidad y Tobago   | 1:1  | Honduras              | Campeonato de Naciones de 1971                    | -                           |
| 2 | 26 de noviembre de 1971 | Puerto España   | Trinidad y Tobago   | 0:2  | México                | Campeonato de Naciones de 1971                    | -                           |
| 3 | 28 de noviembre de 1971 | Arima           | Trinidad y Tobago   | 1:6  | Haití                 | Campeonato de Naciones de 1971                    | -                           |
| 4 | 30 de noviembre de 1971 | Puerto España   | Trinidad y Tobago   | 2:2  | Cuba                  | Campeonato de Naciones de 1971                    | -                           |
| 5 | 5 de diciembre de 1971  | Puerto España   | Trinidad y Tobago   | 3:1  | Costa Rica            | Campeonato de Naciones de 1971                    | 58'                         |
| 6 | 10 de noviembre de 1972 | Puerto España   | Trinidad y Tobago   | 11:1 | Antigua y Barbuda     | Clasificación para el Campeonato Concacaf de 1973 | Anotado · Anotado · Anotado |
| 7 | 19 de noviembre de 1972 | Saint John      | Antigua y Barbuda   | 1:2  | Trinidad y Tobago     | Clasificación para el Campeonato Concacaf de 1973 | 30'                         |
| 8 | 28 de noviembre de 1972 | Puerto España   | Trinidad y Tobago   | 2:1  | Guayana Neerlandesa   | Clasificación para el Campeonato Concacaf de 1973 | -                           |
| 9 | 30 de noviembre de 1972 | San Fernando    | Guayana Neerlandesa | 1:1  | Trinidad y Tobago     | Clasificación para el Campeonato Concacaf de 1973 | 75'                         |
| 10 | 29 de noviembre de 1973 | Puerto Príncipe | Honduras            | 2:1  | Trinidad y Tobago     | Clasificación para la Copa Mundial de 1974        | 61'                         |
| 11 | 4 de diciembre de 1973  | Puerto Príncipe | Haití               | 2:1  | Trinidad y Tobago     | Clasificación para la Copa Mundial de 1974        | 14'                         |
| 12 | 10 de diciembre de 1973 | Puerto Príncipe | Trinidad y Tobago   | 1:0  | Guatemala             | Clasificación para la Copa Mundial de 1974        | -                           |
| 13 | 14 de diciembre de 1973 | Puerto Príncipe | Trinidad y Tobago   | 4:0  | México                | Clasificación para la Copa Mundial de 1974        | 52'                         |
| 14 | 17 de diciembre de 1973 | Puerto Príncipe | Trinidad y Tobago   | 4:0  | Antillas Neerlandesas | Clasificación para la Copa Mundial de 1974        | Anotado · Anotado · Anotado |
| 15 | 15 de agosto de 1976    | Bridgetown      | Barbados            | 2:1  | Trinidad y Tobago     | Clasificación para el Campeonato Concacaf de 1977 | 83'                         |
| 16 | 31 de agosto de 1976    | Puerto España   | Trinidad y Tobago   | 1:0  | Barbados              | Clasificación para el Campeonato Concacaf de 1977 | -                           |
| 17 | 14 de noviembre de 1976 | Paramaribo      | Surinam             | 1:1  | Trinidad y Tobago     | Clasificación para el Campeonato Concacaf de 1977 | 9'                          |
| 18 | 28 de noviembre de 1976 | Puerto España   | Trinidad y Tobago   | 2:2  | Surinam               | Clasificación para el Campeonato Concacaf de 1977 | -                           |
| 19 | 18 de diciembre de 1976 | Cayena          | Surinam             | 3:2  | Trinidad y Tobago     | Clasificación para el Campeonato Concacaf de 1977 | 19' · 70'                   |

## Clubes
| Club                 | País              | Año       |
| -------------------- | ----------------- | --------- |
| Caroni               | Trinidad y Tobago | 1969      |
| Police               | Trinidad y Tobago | 1970-1973 |
| San Luis             | México            | 1973-1974 |
| Miami Toros          | Estados Unidos    | 1974-1976 |
| Los Angeles Aztecs   | Estados Unidos    | 1977-1978 |
| Detroit Express      | Estados Unidos    | 1978      |
| California Surf      | Estados Unidos    | 1978-1979 |
| San Diego Sockers    | Estados Unidos    | 1980      |
| San Jose Earthquakes | Estados Unidos    | 1980-1981 |
| Phoenix Inferno      | Estados Unidos    | 1981-1983 |
| Phoenix Pride        | Estados Unidos    | 1983-1984 |

## Palmarés

### Distinciones individuales
| Distinción                                                                     | Año  |
| ------------------------------------------------------------------------------ | ---- |
| Máximo goleador de la Clasificación de Concacaf para la Copa Mundial de Fútbol | 1974 |
| Máximo goleador de la North American Soccer League                             | 1975 |
| Jugador más valioso de la North American Soccer League                         | 1975 |
| Máximo goleador de la North American Soccer League                             | 1977 |